# Краславський край
Красла́вський край (латис. Krāslavas novads) — адміністративно-територіальна одиниця Латвійської Республіки. Розташований у південно-східній частині країни, в історичному регіоні Семигалія. Адміністративний центр — Краслава. Створений 2021 року. Площа — 2288,9 км². Населення — 21 459 осіб (2021). До складу краю входять 2 міста і 24 волості.

## Історія
Край утворений 1 липня 2021 року шляхом об'єднання Краславського, Дагдського та 3 волостей Аглонського країв, після адміністративно-територіальної реформи Латвії 2021 року.

## Адміністративний поділ
- 2 міста - Дагда, Краслава
- 24 волості

## Населення
Національний склад краю за результатами перепису населення Латвії 2011 року.
| Національність | К-сть | % |
| -------------- | ----- | - |